# Athyrium drepanopterum
Athyrium drepanopterum är en majbräkenväxtart som först beskrevs av Kunz., och fick sitt nu gällande namn av Addison Brown och Carl August Julius Milde. Athyrium drepanopterum ingår i släktet Athyrium och familjen Athyriaceae. Inga underarter finns listade.